# Arisaema lichiangense
Arisaema lichiangense — многолетнее клубневое травянистое растение, вид рода Аризема (Arisaema) семейства Ароидные (Araceae).

## Ботаническое описание
Раздельнополые растения.
Клубень полушаровидный, 3—4,5 см в диаметре, обновляющийся каждый сезон, снаружи коричневый, внутри желтовато-белый.

### Листья
Катафиллов три, коричневого цвета с пурпуровыми крапинками, чешуевидные, внутренний 7—15 см длиной, пурпурово-коричневый с беловатыми пятнами.
Лист один. Черешок пурпурово-коричневый с несколькими беловатыми крапинками, 20—37 см длиной, на 4—5 см вложенный во влагалища, формирующие ложный стебель. Листовая пластинка состоит из трёх листочков; листочки сидячие, иногда короткочерешчатые, зелёные, широкоовальные или полуромбовидные, полукожистые, в основании ширококлиновидные или округлые, по краю цельные, на вершине острые или короткозаострённые; центральный листочек 6—15 см длиной и 6,5—13 см шириной; боковые листочки 5,5—13 см длиной и 4,5—10 см шириной, в основании наклонные.

### Соцветия и цветки
Цветоножка пурпурово-коричневая, с крошечными беловатыми крапинками, короче черешка, 13—24 см длиной. Покрывало пурпуровое или пурпурово-красное, с беловатыми или зеленоватыми продольными полосками, 7—10 см длиной; трубка широкоцилиндрическая, около 2,5 см длиной и 1,3—1,5 см в диаметре, края устья немного изогнутые; пластинка вертикальная или немного загнутая, овально-ланцетовидная, 3,5—4 см длиной, на вершине длиннозаострённая, с беловатой полоской на конце.
Початок однополый. Женская зона полуконическая, около 10 мм длиной и 6—7 мм в диаметре; завязь зелёная, обратноконическая; семяпочек три, базальные, вертикальные; рыльце сидячее, дискообразное. Мужская зона цилиндрическая, 9—15 мм длиной и 2—3 мм в диаметре; синандрий из двух или трёх тычинок; пыльники сидячие или полусидячие; теки шаровидные, вскрывающиеся верхушечной порой. Придаток беловато-пурпуровый у основания, тёмно пурпуровый на конце, 6—7 см длиной (включая ножку), в основании раздутый, 3—4 мм в диаметре, сужающийся в ножку около 10 мм длиной и 1 мм в диаметре.
Цветёт в июне — июле.

## Распространение
Встречается в Китай (Сычуань, Юньнань).
Растёт в сосновых и широколиственных лесах, долинах, вторичных лесах, на высоте от 2400 до 3200 м над уровнем моря.